# 비막치어
비막치어 또는 파타고니아이빨고기(Dissostichus eleginoides)는 농어목 남극암치과의 물고기이다. 대한민국에서는 흔히 메로라는 이름으로 수입·판매된다.

## 이름
대한민국과 일본에서는 메로라는 이름으로 판매한다. 이는 스페인에서 부르는 이름인 ‘칠레 메로(mero chileno)’에서 비롯한 말인데, 이 이름은 다시 지중해의 머구리농어(Epinephelus marginatus) 등을 부르는 스페인어 ‘메로(mero)’에 빗댄 단어이다.
미국에서도 ‘칠레 농어(Chilean seabass)’라는 이름으로 판매하는데, 이는 1977년 수산물 도매업자인 리 란츠(Lee Lantz)가 ‘파타고니아 이빨고기’를 대신할 잘 팔릴 이름을 생각해낸 결과이다.

## 특징과 먹이
비막치어는 갈색을 띄는 회색의 몸과 유선형의 방추형 몸체를 가진 것이 특징이다. 몸길이는 다자라면 2m를 넘기는 대형 어종이다. 그것은 납작한 머리와 눈 사이엔 평평한 눈을 가지고 있으며 입은 눈의 지름보다 길고 눈의 중앙을 지나 뻗어 있다. 양턱에는 날카로운 이빨들이 있으며 바깥쪽의 이빨이 더 크고 송곳니의 모양을 하고 있다. 아래턱의 이빨은 약간 듬성하게 분포하고 있다. 또한 몸에는 진한 갈색의 빛을 띄는 얼룩을 하고 있으며 머리 부분에는 비늘이 없는 곳도 존재한다. 등지느러미는 2개로 모두 가슴지느러미보다 뒤쪽에 위치하며 가슴지느러미는 크고 길어서 제 2 등지느러미 기부를 지난다. 또한 뒷지느러미는 제 2 등지느러미보다 뒤쪽에서 시작하며 꼬리지느러미는 수직형이다. 첫 번째 등지느러미는 8에서 10개의 가시를 가지고 있고 두 번째 등지느러미는 28에서 30개의 부드러운 광선을 가지고 있는 반면 항문지느러미는 28에서 30개의 부드러운 광선을 가지고 있다. 꼬리지느러미는 황갈색이다. 또한 비막치어는 심해에 사는 어종이기 때문에 부레를 대신하여 커다란 지방낭을 가지고 있다. 먹이로는 작은 물고기, 갑각류, 오징어와 같은 두족류를 주로 섭식하는 육식성의 어종이다. 반면에 범고래, 황제펭귄 등과 같은 펭귄, 바다표범한테는 잡아먹히는 먹잇감이 되기도 한다.

## 서식지 ,산란기, 어획, 보호활동
비막치어가 사는 서식지는 남태평양, 남대서양, 남부 인도양, 남극해로서 주로 대륙붕의 해산에서 서식한다. 수심 50~3850m의 심해에 서식하는 심해어이지만 가끔 50m 이내의 얕은 표해수대의 천해로 올라오기도 한다. 메로는 먹을 수 있는 심해어 중에 하나로 생선 중에서도 최고급 생선에 속할 정도로 맛이 좋아 식용으로 인기가 많다. 산란기는 12월~2월의 겨울철이며 산란기에 수컷의 수정을 받은 암컷은 약 1000m 깊이의 심해에 알을 낳는다. 알에서 깨어난 치어는 1년이 지나면 수심 500m의 해저에서 머물며 6~7살이 되면 수심 20~240m의 대륙붕에서 주로 서식한다. 메로를 식용으로 이용할 때는 회, 고기, 구이, 매운탕, 찜 등등으로 다양하게 먹는다. 다만 메로는 심해어의 특성상 수명은 50년으로 길지만 번식은 자주 하지않으며 성장속도도 느리고 1년에 몇번 산란하지도 않아 그만큼 남획에는 취약한 편이다. 메로는 바다의 한우, 생선계의 꽃등심이란 단어가 있을 정도로 맛이 좋기 때문에 무분별하게 남획되어왔으며 이로 인하여 현재는 개체수가 많이 줄어들어 멸종위기종이 되었기 때문에 국제적으로 개체수의 보호를 받고 있으며 잡을 수 있는 연간 어획량을 엄격히 제한하는 어종이다.

## 같이 보기
- 농어목
- 심해어
- 남극암치과